# Al doilea conciliu de la Constantinopol
Al doilea conciliu de la Constantinopol a avut loc în anul 553 în urma inițiativei împăratului Iustinian și a papei Vigilius și a urmărit condamnarea celor "Trei capitole" elaborate de Theodor al Mopsusestiei, Theodoret și Ibus.
Lucrările au fost conduse de patriarhul Eutihie al Constantinopolului. Au fost prezenți 145 de episcopi.
În finalul dezbaterilor cele "Trei capitole" au fost condamnate și s-au formulat 14 canoane împotriva lor.
Erezia combătută a fost origenismul și concepțiile criticate au fost preexistența sufletelor, subordinatismul și apocatastaza.